# Lligament encreuat posterior

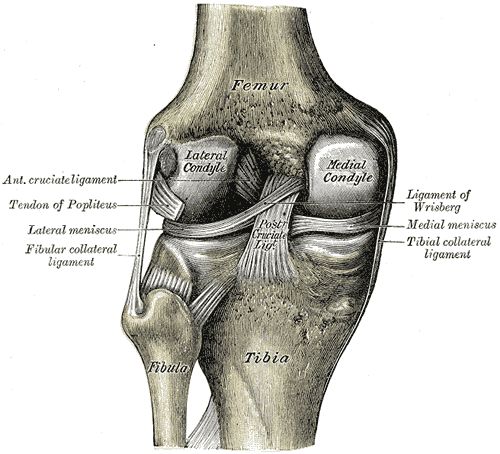
Vista posterior d'un genoll esquerre, mostrant els lligaments i, en particular, el lligament encreuat posterior (posterior cruciate ligament).

El lligament encreuat posterior o lligament creuat posterior (LCP) és un dels quatre lligaments principals del genoll. Els altres 3 són el lligament creuat anterior, el lligament lateral intern i el lligament lateral extern.

## Descripció
S'estén anteriorment i mediana des d'una depressió a l'àrea intercondília posterior de la tíbia i el menisc lateral al costat anterior de la cara lateral del còndil medial del fèmur. El LEP evita el lliscament posterior de la tíbia (i el lliscament anterior del fèmur) quan el genoll es flexiona. Combinat amb el lligament encreuat anterior, proporciona estabilitat rotacional al genoll. Això és molt important quan es baixen escales o un pendent inclinat.

## Lesió
La prova del calaix posterior és una de les proves utilitzades pels metges i fisioterapeutes per detectar lesions del LEP.
La cirurgia per reparar el lligament encreuat posterior resulta controvertida a causa de la seva ubicació i dificultat tècnica.
La funció de la PCL és evitar que el fèmur llisqui per la vora anterior de la tíbia i per evitar que la tíbia posterior es desplaci cap al fèmur. Les causes comunes de lesions del LCP són cops directes al genoll flexionat, com en els accidents automobilístics quan el copilot es colpeja el genoll amb el tauler del vehicle (cosa que també pot provocar una luxació posterior de maluc) o caient amb força sobre el genoll; en ambdós casos, passa el desplaçament posterior de la tíbia cap al fèmur.

## Imatges addicionals

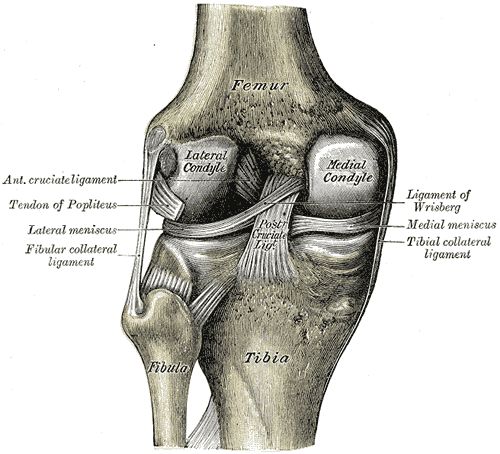
Genoll esquerre vist des de darrere, mostrant els lligaments interns.
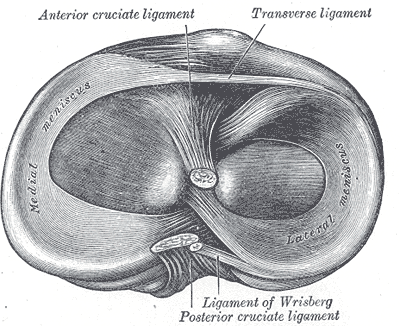
Cap de la tíbia dreta vista des de dalt, mostrant els meniscs i lligaments
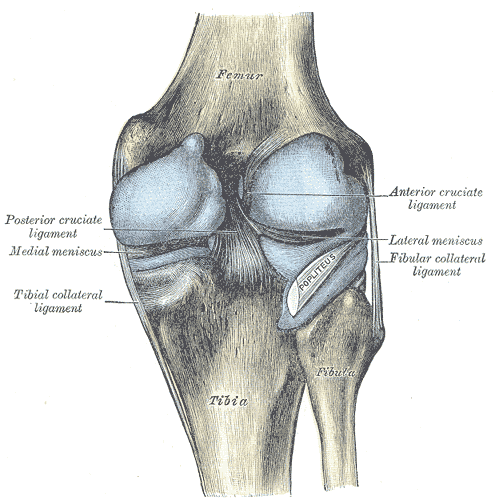
Càpsula del genoll dret, visió posterior.